# Aleksej Pugin
Aleksej Anatol'evič Pugin (in russo Алексей Анатольевич Пугин?; Kirov, 7 marzo 1987) è un ex calciatore russo, di ruolo centrocampista.

## Carriera
Ha giocato nella massima serie russa.